# Автово (железнодорожная станция)

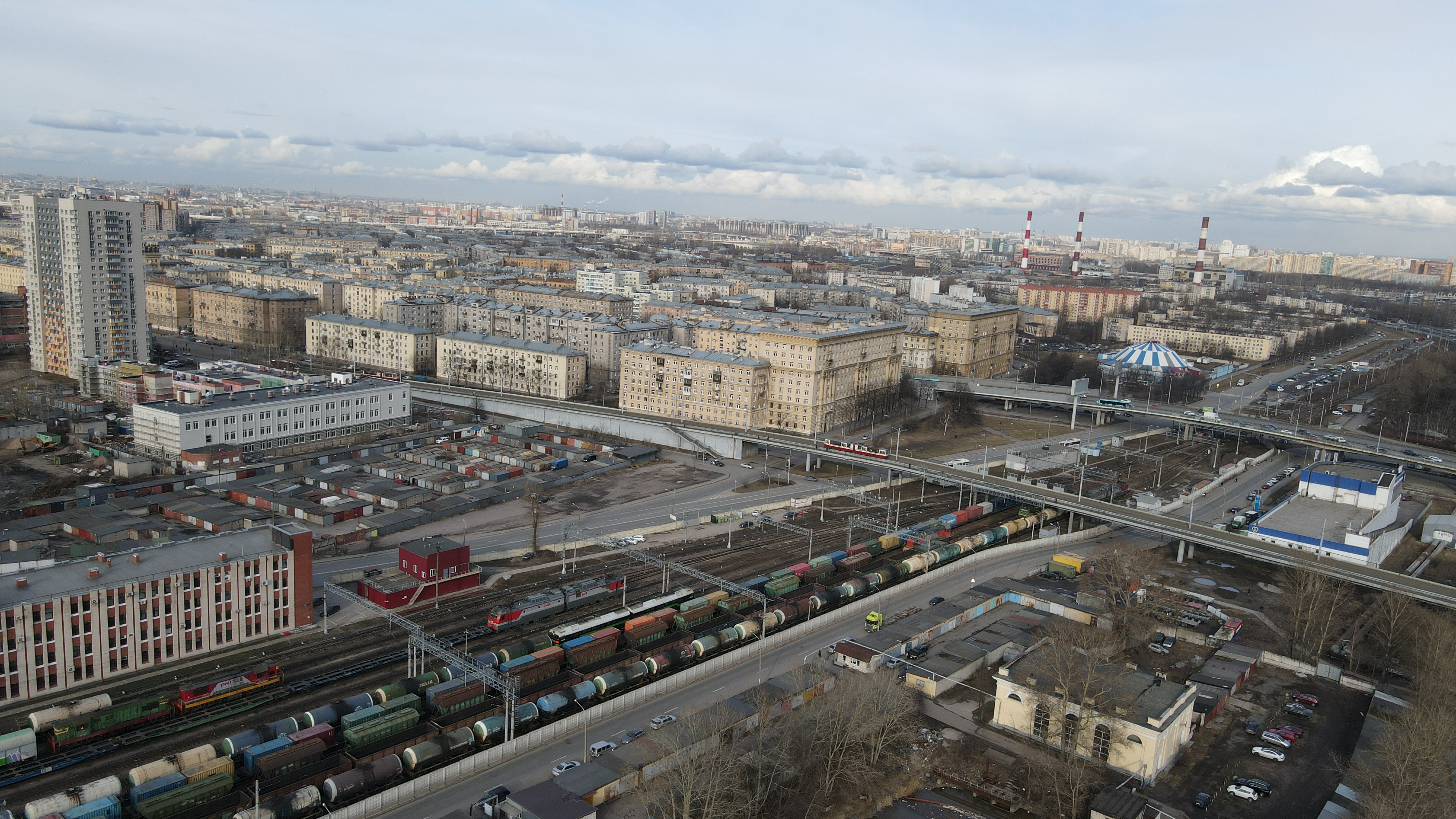
Общий вид с воздуха

А́втово — припортовая грузовая товарная станция и терминалы Октябрьской железной дороги в Кировском районе Санкт-Петербурга. По характеру основной работы является грузовой, по объему выполняемой работы отнесена к внеклассным станциям.

## История
Станция открылась в 1881 году.
В 2008 году проведена комплексная реконструкция станции (электрификация и удлинение приёмо-отправочных путей).
При реконструкции были снесены дореволюционные здания станции, построенные в кирпичном стиле с элементами модерна.

## Описание
Станция завершает с западной стороны «южную портовую ветвь» Санкт-Петербургского железнодорожного узла. Западная горловина станции переходит в многочисленные подъездные пути Угольной гавани к грузовым терминалам южной части Морского порта Петербурга (станция Автово обслуживает 3 и 4 районы порта, 1 и 2 — расположенная севернее станция Новый Порт). Вдоль самого южного из этих путей проходит дорога в Угольную гавань и протекает Красненькая речка. Над западной горловиной протянут построенный 1980 году путепровод «Автово», по которому проходит Проспект Маршала Жукова.
Над восточной горловиной проходят Автовский трамвайный путепровод и построенный в 2002 году автомобильный путепровод проспекта Стачек. Далее пути от станции разделяются: на север идёт ветвь к станции Нарвская и далее на северную «путиловскую ветвь». До середины 2000-х гг. это был единственный выезд со станции; ветвь, идущая на юго-восток, являлась соединением с электродепо «Автово» петербургского метрополитена. Затем ветвь продлили и соединили её с путями в сторону платформы Ленинский Проспект, которые затем разделяются на два направления — на ст. Предпортовая и ст. Лигово. Со стороны платформы, как и со стороны станции «Автово», имеются соединения со станцией Нарвская, которые пересекают по двум переездам магистральную Краснопутиловскую улицу, что является причиной регулярных пробок на ней.